# Ricardo Fernández Gutiérrez de Celis
Ricardo Fernández Gutiérrez de Celis (Santiago de Cuba, 1836 - Cádiz, 1921) fue un militar español, llegando al rango de vicealmirante de la Armada de España.

## Biografía
Era hijo del médico gaditano José Fernández Cruzado, sobrino del pintor y académico Joaquín Manuel Fernández Cruzado y nieto del escultor José Fernández Guerrero, primer director de la Academia de Bellas Artes de Cádiz.
Ingresó como aspirante en la Marina en 1850. Mandó los buques Francisco de Asís, Blasco de Garay, Animosa, Tetuán, Lealtad, Zaragoza, Gerona, Arapiles, Villa de Madrid y Concepción. Entre 1889 y 1890 estuvo al mando de los cruceros Reina Cristina y Navarra. Formó parte del destacamento español que auxilió a las tropas francesas en la expedición franco-española a Cochinchina contra el emperador Tu Duc.
Fue capitán del puerto de Cádiz. Jefe de los Apostaderos de Cuba y Filipinas, además de la Jurisdicción Central de la Armada, con sede en Madrid. También fue jefe de los arsenales de La Carraca y Ferrol.
Su hija Carmen contrajo matrimonio con Antonio Azarola Gresillón, contraalmirante fusilado en 1936 por negarse a entregar el mando del Arsenal del Ferrol a las tropas sublevadas durante la guerra civil española.
- Datos: Q6108163